# San Sebastiano (Reni Auckland)
Il San Sebastiano di Guido Reni oggi conservato in Nuova Zelanda è un'opera della tarda maturità del maestro del classicismo italiano; databile al 1625 circa, è uno degli otto dipinti che il pittore ha prodotto dedicati alla figura del santo martire del III secolo.

## Storia e descrizione
Inizialmente appartenente alla collezione privata del Duca di Hamilton, è stata in seguito venduta al museo neozelandese.
Questa versione è quella più strettamente associata a quelle presenti a Bologna, Madrid, Parigi e Porto Rico, anche se rispetto a queste viene inclusa la mano sinistra che sporge da dietro la schiena e che solitamente non appare, il perizoma è più rivelatore essendo stato ridotto ed alcune figure in aggiunta al paesaggio.
L'incarnato argenteo così distintivo della mano di Reni, intensifica l'aura che diviene qui quasi impenetrabile del santo, immerso tra pietà e devozione. Il fisico del giovane è asciutto e una freccia è conficcata nell'addome. La posa estatica è strettamente associata a quella dello Schiavo ribelle di Michelangelo Buonarroti; entrambi alzano la testa in alto quasi volessero dirigersi con la forza verso il cielo.

## Altre versioni

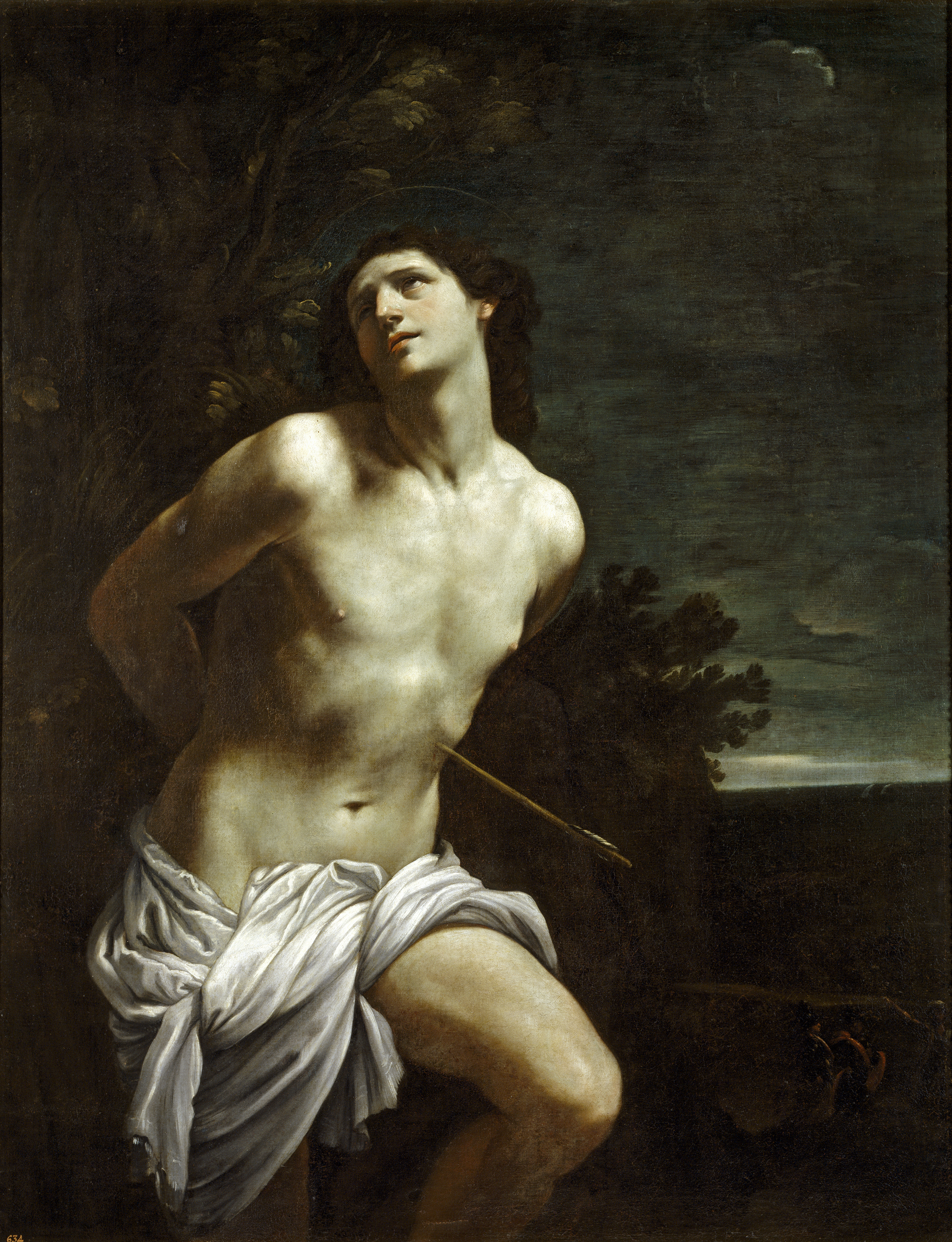
Guido Reni, San Sebastiano, 1617-19, 170×133 cm. Museo del Prado, Madrid.
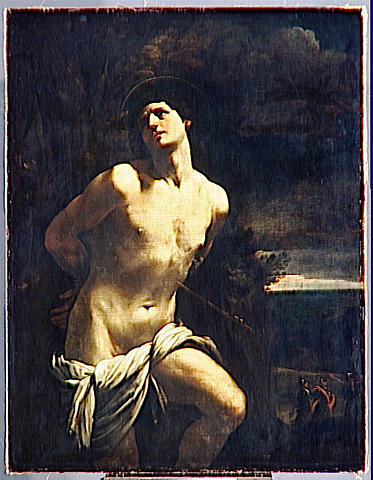
Guido Reni, San Sebastiano, 1617-19, 117×132 cm. Museo del Louvre, Parigi.
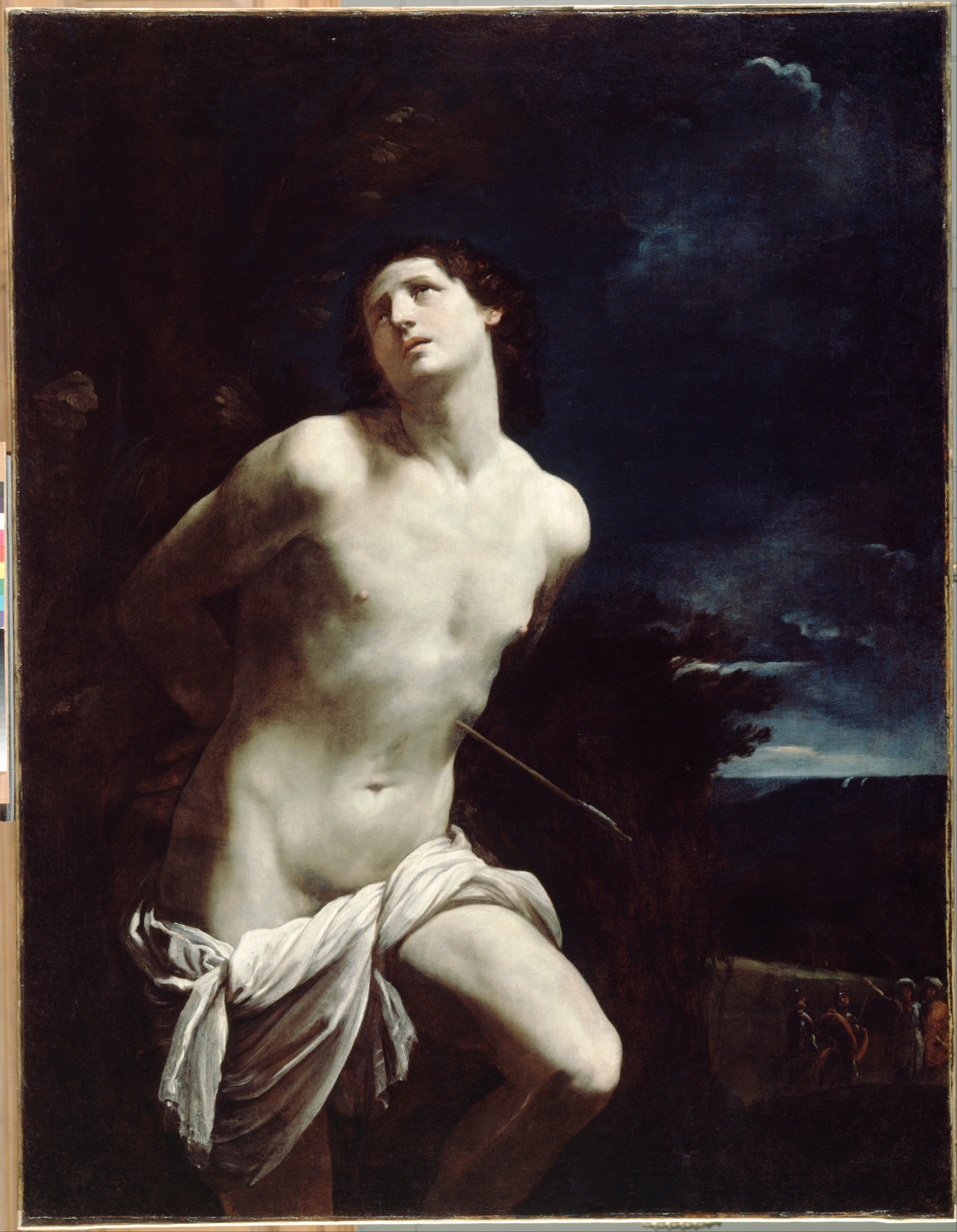
Guido Reni, San Sebastiano, 1630-35, 170.1 x 131.1 cm. Dulwich Picture Gallery, Londra. È stato uno dei dipinti del museo più celebrati nel XIX secolo, ma nel 1880 fu catalogato come un lavoro di studio e nel 1980 come copia: oggi è accettato come una replica dei due dipinti autografi conservati al Museo del Prado e al Louvre.[1].